# Vstup Chorvatska do Evropské unie

Poloha Chorvatska vůči EU

Chorvatsko vstoupilo do Evropské unie dne 1. července 2013, a stalo se tak jejím 28. členským státem. O členství požádalo v roce 2003 a Evropská komise zemi doporučila za oficiálního kandidáta na členství začátku roku 2004. Přístupová jednání komplikovaly zejména pohraniční spory se Slovinskem, členem Evropské unie.

## Pozadí

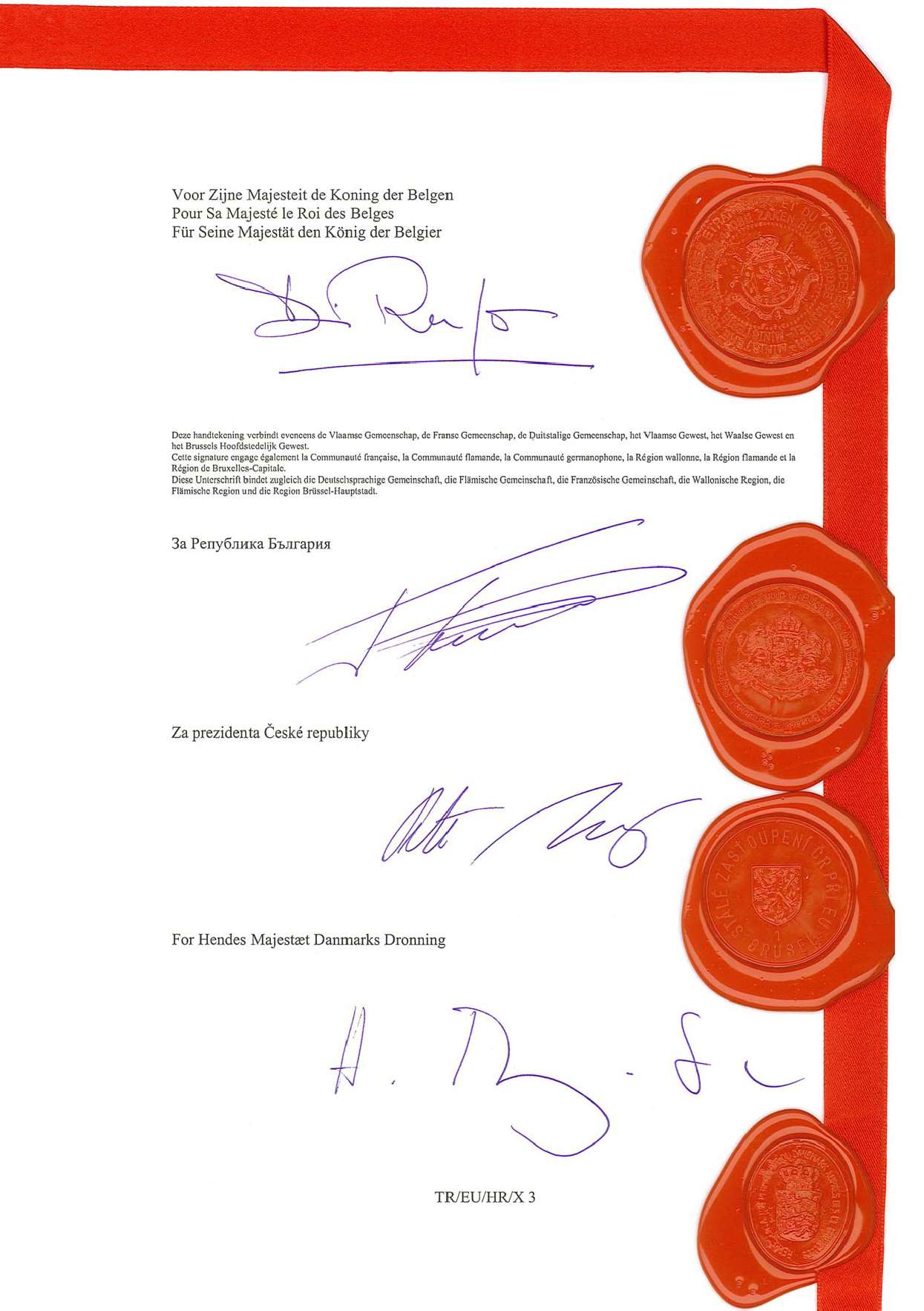
Přístupový protokol, podepsaný, mimo jiné, premiérem Petrem Nečasem

Chorvatsko (spolu se Slovinskem) patřilo už v bývalé Jugoslávii k nejvíce proevropsky orientovaným republikám. Různé formy spolupráce s okolními zeměmi rozvíjelo prostřednictvím platformy „Pracovní skupina Alpy-Jadran“. Když se po 14. sjezdu jugoslávští komunisté vzdali moci a de facto tím otevřeli cestu k politické pluralitě, hlavním heslem na chorvatské politické scéně byl „návrat do rodiny evropských demokracií“.[zdroj?]
Po Slovinsku se Chorvatsko zotavovalo z války nejlépe z bývalých jugoslávských republik a doufalo, že se jako druhý stát bývalé Jugoslávie úspěšně začlení do Evropské unie. Vybudovalo stabilní tržní ekonomiku. Hospodářsky patří k rozvinutějším zemím, než tomu bylo v případě Rumunska a Bulharska, které do EU vstoupily v roce 2007.
Za posledních deset let se podařilo díky vysokým nákladům na poválečnou obnovu zrekonstruovat alespoň částečně infrastrukturu Východní Slavonie a dalších míst, kde spolu v 90. letech bojovali Srbové a Chorvati. Pod dohledem mezinárodního společenství navíc proběhla tzv. mírová reintegrace východních oblastí, které dříve tvořily část odštěpenecké Republiky Srbská Krajina.

## Překážky pro vstup země do EU

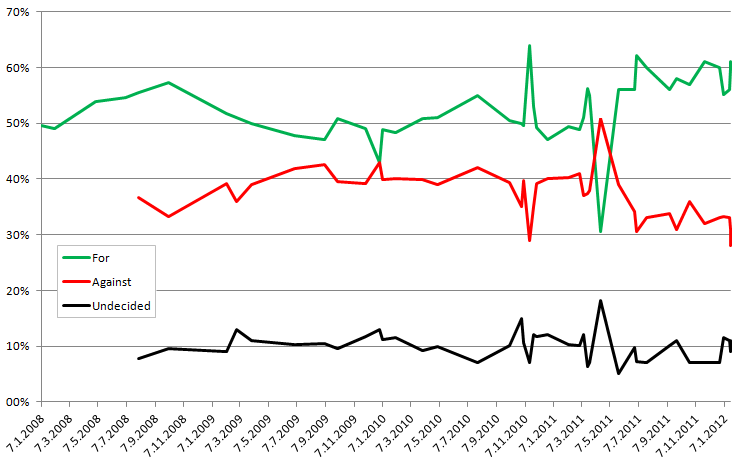
Většina chorvatského obyvatelstva vstup do Evropské unie podporuje. Duben 2011, kdy došlo k náhlému výkyvu je důsledkem obvinění Ante Gotoviny u Mezinárodního trestního tribunálu v Haagu.

Chorvatsko nemohlo počítat s kladným vyřízením žádosti o vstup v dřívějších dobách. Hlavními překážkami byla jednak pro EU nepřijatelná vnitřní situace státu (tj. stav za vlády prezidenta Tuđmana), zejména kvůli komplikovaným vztahům se sousedy, zvláště pak s bývalou federativní republikou Jugoslávií, dále samotná vnitřní nepřipravenost EU k dalšímu rozšiřování (vyřešená přijetím Lisabonské smlouvy), a v konečném sledu přístupová jednání také negativně ovlivňoval spor Chorvatska o hranici se Slovinskem v oblasti Piranského zálivu, přičemž Slovinsko kvůli němu v roce 2009 na několik měsíců přístupová jednání zablokovalo.
Mezi další překážky pro zahájení přístupových jednání s Evropskou unií patřila rovněž i míra spolupráce Chorvatska s Mezinárodním trestním tribunálem v Haagu (tato skutečnost rovněž zbrzdila do jisté míry i srbské přístupové rozhovory). Původně mělo dojít k začátku přístupových rozhovorů s Chorvatskem již na začátku roku 2005, ale až v říjnu téhož roku potvrdil ICTY plnou spolupráci Chorvatska s tribunálem.

## Přístupová jednání
Chorvatsko podepsalo Dohodu o stabilizaci a přidružení dne 29. října 2001 v Lucemburku. Následoval ratifikační proces. Dohoda začala být účinná v roce 2005.
Status kandidátské země byl Chorvatsku udělen Evropskou komisí v polovině roku 2004. Vstupní jednání byla zahájena v říjnu 2005 a spustila proces prověřování a následně začala přístupová vyjednávání.
Přístupová jednání byla zahájena v říjnu 2005, spolu se screeningem jednotlivých kapitol. Následovala vyjednávání o celkem třiceti pěti kapitolách. Kromě několika základních témat (svoboda pohybu osob, zboží a kapitálu; práce justice, finanční kontrola apod.) se jako nejvíce složitá kapitola nakonec ukázalo být životní prostředí (podobný problém však mají i další země v regionu; jedinou výjimkou je Černá Hora, která se prohlásila "ekologickým státem" a přijala striktní legislativu v oblasti životního prostředí[zdroj?]).
| Kapitola                                        | Stav na začátku rozhovorů                        | Stav na konci rozhovorů         | Začátek screeningu | Konec screeningu | Zablokování kapitoly | Odblokování kapitoly | Otevření kapitoly | Uzavření kapitoly |
| ----------------------------------------------- | ------------------------------------------------ | ------------------------------- | ------------------ | ---------------- | -------------------- | -------------------- | ----------------- | ----------------- |
| 1. Volný pohyb zboží                            | Nezbytné věnovat této kapitole značnou pozornost | Uvedeno do souladu s úpravou EU | 16.1.2006.         | 24.2.2006.       | -                    | -                    | 25.7.2008.        | 19.4.2010.        |
| 2. Volný pohyb osob                             | Nezbytné věnovat této kapitole značnou pozornost | Uvedeno do souladu s úpravou EU | 19.7.2006.         | 11.9.2006.       | -                    | -                    | 17.6.2008.        | 2.10.2009.        |
| 3. Volný pohyb služeb                           | Nezbytné věnovat této kapitole značnou pozornost | Uvedeno do souladu s úpravou EU | 21.11.2005.        | 20.12.2005.      | -                    | -                    | 26.6.2007.        | 21.12.2009.       |
| 4. Volný pohyb kapitálu                         | Nezbytné věnovat kapitole pozornost              | Uvedeno do souladu s úpravou EU | 25.11.2005.        | 22.12.2005.      | 12.2008.             | 10.2009.             | 2.10.2009.        | 5.11.2010         |
| 5. Hospodářská soutěž                           | Nezbytné věnovat této kapitole značnou pozornost | Uvedeno do souladu s úpravou EU | 7.11.2005.         | 28.11.2005.      | -                    | -                    | 19.12.2008.       | 30.6.2010.        |
| 6. Práva obchodních společností                 | Nezbytné věnovat kapitole pozornost              | Uvedeno do souladu s úpravou EU | 21.6.2006.         | 20.7.2006.       | 12.2008.             | 10.2009.             | 26.6.2007.        | 2.10.2009.        |
| 7. Duševní vlastnictví                          | Neočekávají se komplikace                        | Uvedeno do souladu s úpravou EU | 6.2.2006.          | 3.3.2006.        | -                    | -                    | 29.3.2007.        | 19.12.2008.       |
| 8. Hospodářská soutěž                           | Nezbytné věnovat této kapitole značnou pozornost | Uvedeno do souladu s úpravou EU | 8.11.2005.         | 2.12.2005.       | -                    | -                    | 30.6.2010.        | 30.06.2011.       |
| 9. Finanční služby                              | Nezbytné věnovat této kapitole značnou pozornost | Uvedeno do souladu s úpravou EU | 29.3.2006.         | 3.5.2006.        | -                    | -                    | 26.6.2007.        | 27.11.2009.       |
| 10. Informační společnost a média               | Neočekávají se komplikace                        | Uvedeno do souladu s úpravou EU | 12.6.2006.         | 14.7.2006.       | -                    | -                    | 26.7.2007.        | 19.12.2008.       |
| 11. Zemědělství a rozvoj venkova                | Nezbytné věnovat této kapitole značnou pozornost | Uvedeno do souladu s úpravou EU | 5.12.2005.         | 26.1.2006.       | 12.2008.             | 10.2009.             | 2.10.2009.        | 19.4.2011.        |
| 12. Bezpečnost potravin, veterinární kontrola   | Nezbytné věnovat této kapitole značnou pozornost | Uvedeno do souladu s úpravou EU | 9.3.2006.          | 28.4.2006.       | 12.2008.             | 10.2009.             | 2.10.2009.        | 27.7.2010.        |
| 13. Rybářství                                   | Nezbytné věnovat kapitole pozornost              | Uvedeno do souladu s úpravou EU | 24.2.2006.         | 31.3.2006.       | 12.2008.             | 2.2010.              | 19.2.2010.        | 6.6.2011.         |
| 14. Dopravní politika                           | Nezbytné věnovat kapitole pozornost              | Uvedeno do souladu s úpravou EU | 26.6.2006.         | 28.9.2006.       | -                    | -                    | 21.4.2008.        | 5.11.2010.        |
| 15. Energetika                                  | Nezbytné věnovat kapitole pozornost              | Uvedeno do souladu s úpravou EU | 15.5.2006.         | 16.6.2006.       | -                    | -                    | 21.4.2008.        | 27.11.2009.       |
| 16. Daně                                        | Nezbytné věnovat této kapitole značnou pozornost | Uvedeno do souladu s úpravou EU | 6.6.2006.          | 12.7.2006.       | 12.2008.             | 10.2009.             | 2.10.2009.        | 30.6.2010.        |
| 17. Hospodářská a měnová unie                   | Neočekávají se komplikace                        | Uvedeno do souladu s úpravou EU | 16.2.2006          | 23.3.2006        | -                    | -                    | 21.12.2006        | 19.12.2008        |
| 18. Statistika                                  | Neočekávají se komplikace                        | Uvedeno do souladu s úpravou EU | 19.6.2006.         | 18.7.2006.       | 12.2008.             | 10.2009.             | 26.6.2007.        | 2.10.2009.        |
| 19. Sociální politika a zaměstnanost            | Nezbytné věnovat této kapitole značnou pozornost | Uvedeno do souladu s úpravou EU | 8.2.2006.          | 22.3.2006.       | -                    | -                    | 17.6.2008.        | 21.12.2009.       |
| 20. Podnikání a politika v oblasti průmyslu     | Neočekávají se komplikace                        | Uvedeno do souladu s úpravou EU | 27.3.2006.         | 5.5.2006.        | -                    | -                    | 21.12.2006.       | 25.7.2008.        |
| 21. Mezievropská síť                            | Neočekávají se komplikace                        | Uvedeno do souladu s úpravou EU | 30.6.2006.         | 29.9.2006.       | 12.2008.             | 10.2009.             | 19.12.2007.       | 2.10.2009.        |
| 22. Regionální politika a koordinace            | Nezbytné věnovat této kapitole značnou pozornost | Uvedeno do souladu s úpravou EU | 11.9.2006.         | 10.10.2006.      | 12.2008.             | 10.2009.             | 2.10.2009.        | 19.4.2011.        |
| 23. Soudnictví a základní lidská práva          | Nezbytné věnovat této kapitole značnou pozornost | Uvedeno do souladu s úpravou EU | 6.9.2006.          | 13.10.2006.      | -                    | -                    | 30.6.2010.        | 30.06.2011.       |
| 24. Spravedlnost, svoboda a bezpečí             | Nezbytné věnovat této kapitole značnou pozornost | Uvedeno do souladu s úpravou EU | 23.1.2006.         | 15.2.2006.       | 12.2008.             | 10.2009.             | 2.10.2009.        | 22.12.2010.       |
| 25. Věda a výzkum                               | Neočekávají se komplikace                        | Uvedeno do souladu s úpravou EU | 20.10.2005.        | 14.11.2005.      | -                    | -                    | 12.6.2006.        | 12.6.2006.        |
| 26. Vzdělání a kultura                          | Neočekávají se komplikace                        | Uvedeno do souladu s úpravou EU | 26.10.2005.        | 16.11.2005.      | -                    | -                    | 11.12.2006.       | 11.12.2006.       |
| 27. Životní prostředí                           | Nezbytné věnovat této kapitole velkou pozornost  | Uvedeno do souladu s úpravou EU | 3.4.2006.          | 2.6.2006.        | 12.2008.             | 2.2010.              | 19.2.2010.        | 22.12.2010.       |
| 28. Ochrana spotřebitele a zdraví               | Nezbytné věnovat kapitole pozornost              | Uvedeno do souladu s úpravou EU | 8.6.2006.          | 11.7.2006.       | -                    | -                    | 12.10.2007.       | 27.11.2009.       |
| 29. Celní unie                                  | Nezbytné věnovat kapitole pozornost              | Uvedeno do souladu s úpravou EU | 31.1.2006.         | 14.3.2006.       | 12.2008.             | 10.2009.             | 21.12.2006.       | 2.10.2009.        |
| 30. Mezinárodní vztahy                          | Neočekávají se komplikace                        | Uvedeno do souladu s úpravou EU | 10.7.2006.         | 13.9.2006.       | -                    | -                    | 12.10.2007.       | 30.10.2008.       |
| 31. Jednotná zahraniční a bezpečnostní politika | Neočekávají se komplikace                        | Uvedeno do souladu s úpravou EU | 14.9.2006.         | 6.10.2006.       | 12.2008.             | 4.2010.              | 30.6.2010.        | 22.12.2010.       |
| 32. Finanční dohled                             | Nezbytné věnovat kapitole pozornost              | Uvedeno do souladu s úpravou EU | 18.5.2006.         | 30.6.2006.       | -                    | -                    | 26.6.2007.        | 27.7.2010.        |
| 33. Finanční a účetní záležitosti               | Neočekávají se komplikace                        | Uvedeno do souladu s úpravou EU | 6.9.2006.          | 4.10.2006.       | -                    | -                    | 19.12.2007.       | 30.06.2011.       |
| 34. Instituce                                   | Není potřebné věnovat žádné úsilí této kapitole  | -                               | -                  | -                | -                    | -                    | -                 | 5.11.2010.        |
| 35. Ostatní                                     | Není potřebné věnovat žádné úsilí této kapitole  | -                               | -                  | -                | -                    | -                    | -                 | 30.06.2011.       |

Poté, co sbor komisařů doporučil členským zemím Unie, aby s Chorvaty uzavřely poslední nedokončené kapitoly přístupových jednání
 dokončilo dne 30. června 2011 Chorvatsko přístupová jednání s EU o 35 kapitolách a potom, co schválil 1. prosince přistoupení Chorvatska k Unii i Evropský parlament, podepsalo v pátek 16. prosince 2011 Chorvatsko v Bruselu smlouvu o vstupu do Evropské unie.

## Referendum o vstupu doEvropské unie
Vstup Chorvatska do Evropské unie podporovaly téměř všechny chorvatské politické strany s výjimkou několika menších euroskeptických a nacionalistických stran. Mezi taková uskupení patří například Akcija za bolju Hrvatsku (ABH), Hrvatska demokršćanska stranka (HDS) a Jedino Hrvatska (JH). Jediná politická strana, zastoupená v Saboru, která odmítala vstup do EU, je Hrvatska stranka prava.
Nacionalisté, kteří byli proti vstupu země do Evropské unie, argumentovali tím, že okamžikem vstupu se země otevře cizincům (mj. chorvatské pobřeží Italům) a že o ní budou rozhodovat druzí. V dlouhodobém horizontu by se pak samotné Chorvatsko mohlo stát kolonií silnějších zemí EU, navíc by bylo opět v jednom celku se Srbskem a možná i s Tureckem. Proto kritici Evropské unie často s posměškem častují společenství pojmem "Euroslávie" Problematická byla rovněž i otázka odlivu mladých pracovních sil do zahraničí, neboť Chorvatsko jako takové se s tímto fenoménem potýká de facto již od 70. let 20. století.[zdroj?].

Ve všech chorvatských župách (oblastech) se voliči vyslovili pro vstup do EU

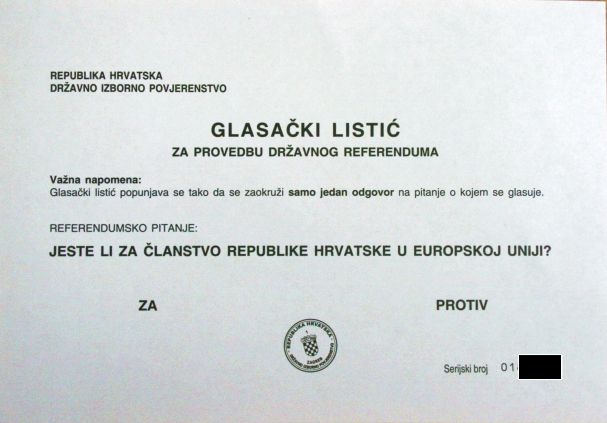
Volební lístek v referendu o vstupu do EU

V neděli 22. ledna 2012 se Chorvaté v referendu vyjádřili pro vstup do Evropské unie.
| Župa (oblast)                                               | Voličů    | Účast     | %      | Pro       | %      | Proti   | %      | Neplatné lístky | %     |
| ----------------------------------------------------------- | --------- | --------- | ------ | --------- | ------ | ------- | ------ | --------------- | ----- |
| Bjelovarsko-bilogorská župa                                 | 113 642   | 51 820    | 45,60% | 32,242    | 62,22% | 19 299  | 37,24% | 279             | 0,54% |
| Brodsko-posávská župa                                       | 155 416   | 65 735    | 42,30% | 47,729    | 72,61% | 17 580  | 26,74% | 426             | 0,65% |
| Dubrovnicko-neretvanská župa                                | 115 996   | 53 708    | 46,30% | 30,574    | 56,93% | 22 674  | 42,22% | 460             | 0,85% |
| Istrijská župa                                              | 199 746   | 98 235    | 49,18% | 67,189    | 68,40% | 30 363  | 30,91% | 683             | 0,69% |
| Karlovacká župa                                             | 133 333   | 61 074    | 45,81% | 40,731    | 66,69% | 19 904  | 32,59% | 439             | 0,72% |
| Koprivnicko-križevecká župa                                 | 101 050   | 49 904    | 49,39% | 30,178    | 60,47% | 19 474  | 39,02% | 252             | 0,51% |
| Krapinsko-zagorská župa                                     | 114 920   | 54 742    | 47,63% | 34,748    | 63,48% | 19 616  | 35,83% | 378             | 0,69% |
| Licko-senjská župa                                          | 57 032    | 19 689    | 34,52% | 13,912    | 70,66% | 5618    | 28,53% | 159             | 0,81% |
| Mezimuřská župa                                             | 100 640   | 52 133    | 51,80% | 39,479    | 75,73% | 12 364  | 23,72% | 290             | 0,55% |
| Osijecko-baranjská župa                                     | 291 205   | 131 720   | 45,23% | 88,980    | 67,55% | 42 003  | 31,89% | 737             | 0,56% |
| Požežsko-slavonská župa                                     | 78 335    | 34 529    | 44,08% | 24,218    | 70,14% | 10 092  | 29,23% | 219             | 0,63% |
| Přímořsko-gorskokotarská župa                               | 287 202   | 144 104   | 50,18% | 99,156    | 68,81% | 44 198  | 30,67% | 750             | 0,52% |
| Sisacko-moslavinská župa                                    | 177 950   | 73 952    | 41,56% | 50,034    | 67,66% | 23 443  | 31,70% | 475             | 0,64% |
| Splitsko-dalmatská župa                                     | 430 299   | 197 760   | 45,96% | 115,779   | 58,55% | 80 508  | 40,71% | 1473            | 0,74% |
| Šibenicko-kninská župa                                      | 122 901   | 45 546    | 37,06% | 29,033    | 63,74% | 16 150  | 35,46% | 363             | 0,80% |
| Varaždinská župa                                            | 153 037   | 82 117    | 53,66% | 57,399    | 69,90% | 24 259  | 29,54% | 459             | 0,56% |
| Viroviticko-podrávská župa                                  | 83 699    | 37 055    | 44,27% | 24,253    | 65,45% | 12 589  | 33,97% | 213             | 0,58% |
| Vukovarsko-sremská župa                                     | 179 929   | 69 501    | 38,63% | 47,970    | 69,02% | 21 000  | 30,22% | 531             | 0,76% |
| Zadarská župa                                               | 182 680   | 70 458    | 38,57% | 43,330    | 61,50% | 26 574  | 37,72% | 554             | 0,78% |
| Záhřebská župa                                              | 284 793   | 150 403   | 52,81% | 97,756    | 65,00% | 51 934  | 34,53% | 713             | 0,47% |
| Záhřeb                                                      | 728 332   | 401 529   | 55,13% | 272,246   | 67,80% | 127 455 | 31,74% | 1828            | 0,46% |
| Chorvatská diaspora                                         | 412 628   | 14 494    | 3,51%  | 12,056    | 83,18% | 2386    | 16,46% | 52              | 0,36% |
| CELKEM                                                      | 4 504 765 | 1 960 208 | 43,51% | 1,298,992 | 66,27% | 649 483 | 33,13% | 11 733          | 0,60% |
| Zdroj: Státní volební komise (Državno izborno povjerenstvo) |           |           |        |           |        |         |        |                 |       |

| 66,27% | 33,13% |  |
| PRO    | PROTI  |  |

Největší podporu měl vstup do Evropské unie v oblastech, kde žijí početné národnostní menšiny (jak Srbové, tak i Maďaři, Italové a další). Relativně nižší podpora v přímoří a blízkosti Dubrovníka byla dána obavami z případného přílivu především Italů a větší konkurence, které by byli tamní rybáři po vstupu na jednotný evropský trh vystaveni.

## Důsledky vstupu Chorvatska do EU
Kvůli vstupu do Evropské unie musela země přijmout celou řadu nových opatření. Byla přijata celá řada nových zákonů a také došlo k změně celé řady zaběhnutých zvyklostí a praxe. Musela být zreformována státní správa, které byla vyčítána neobratnost a těžkopádnost.
V souvislosti s přijetím evropských norem muselo Chorvatsko rovněž přijmout nový ústavní zákon o právech národnostních menšin. Tento zákon do jisté míry polarizoval chorvatskou veřejnost[zdroj?], neboť na jeho základě byla mnohým menšinám, především té srbské dána mnohem širší práva, než měla dříve. Po celou první polovinu roku 2013 cloumala chorvatskou veřejností diskuze, mají-li mít dle tohoto zákona Srbové v pohraničních oblastech nárok na dvojjazyčné nápisy.
Tradiční chorvatské víno Prošek muselo být přejmenováno, neboť jeho dosavadní název je považován z evropské strany za matoucí (příliš blízký italskému Prosecco). Obavy rovněž vzbuzuje i otevření se volnému trhu v oblasti rybářství, které živí velkou část chorvatského pobřeží. Kromě nové konkurence se rybáři obávali nových norem a nařízení, které by jim mohly zvýšit náklady a učinit je nekonkurenceschopné.
Vstup Chorvatska do Evropské unie změnil také režim na chorvatsko-slovinských a chorvatsko-maďarských hranicích. Překročení hranic je od 1. července zjednodušeno, neboť hraniční kontroly bude provádět pouze jedna, společná chorvatsko-slovinská policejní služba. Došlo rovněž k snížení stavů personálu. Několik set pohraničníků již proto bylo z důvodu změny režimu na severních hranicích Chorvatska přemístěno na jih, k hraničním přechodům s Černou Horou, Bosnou a Hercegovinou a na východ se Srbskem. Jiní byli převeleni do státní správy.

## Očekávání

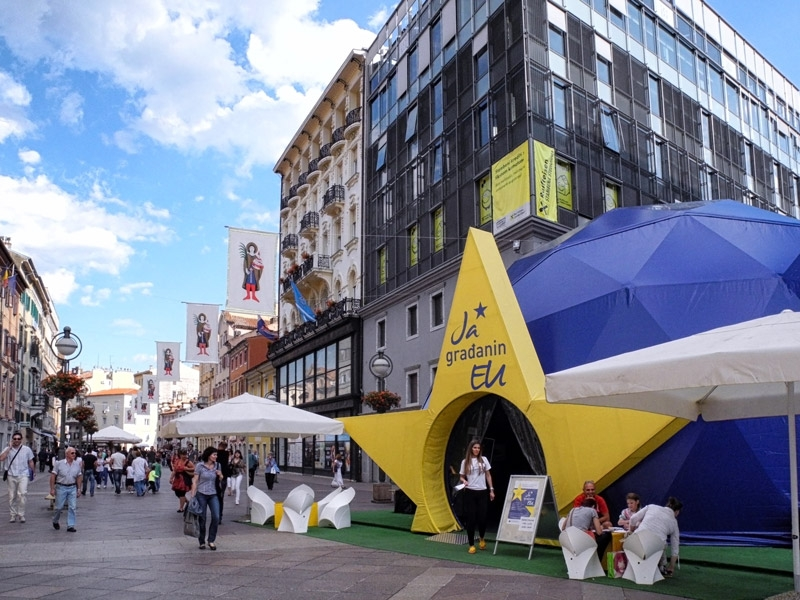
Multimediální výstava "Já, občan EU", v Rijece.

Chorvatské veřejné mínění je mírně nakloněné vstupu do Evropské unie. Okolo 55 - 75 % obyvatel průběžně podporuje myšlenku evropské integrace. Pozitivní naladění Chorvatska ve smyslu vstupu do EU však zhoršila celá řada okolností, především špatná ekonomická situace jak v Chorvatsku, tak i v Evropské unii. Podporu vstupu rovněž snížilo i obvinění Ante Gotoviny u Mezinárodního trestního tribunálu v Haagu.
Chorvatská veřejnost si od vstupu do Evropské unie očekávala především snížení cen zboží, a to díky vyšší konkurenci a příchodu zahraničních firem na domácí trh.
Evropská unie vyčlenila na rozvoj projektů na území Chorvatska celkem 3,5 miliardy € na dva roky. V sedmiletém období 2014–2020 počítá EU s 8,7 miliardami €, které mají být investovány do Chorvatska
Očekávání, které Chorvatsko sdílelo spolu s dalšími zeměmi střední a východní Evropy, tedy, že Evropská unie pomůže zemi dosáhnout vyšší životní úrovně, však rozptýlila dlouhotrvající hospodářská a později dluhová krize v EU a vysoká míra nezaměstnanosti v Chorvatsku samotném.
Některé země EU se rozhodly zavést pro Chorvatsko v oblasti volného pohybu pracovní sil přechodné období, aby si tak ochránily svůj trh práce. Mezi takové země patří např. jazykově blízké Slovinsko, dále Německo, Rakousko, Francie, Bulharsko a Spojené království, Řecko Některé země umožní přístup jen v oblasti některých profesí. Česko, Slovensko, Dánsko, Finsko, Estonsko, Litva a Irsko otevřely svůj pracovní trh bez jakýchkoliv omezení.[zdroj?]
Obavy z nákupu půdy Chorvatsko vyřešilo vlastním přechodným obdobím. Po dobu sedmi let zakázalo příslušníkům jiných zemí (včetně EU) nákup zemědělské půdy na území Chorvatska.

## Chorvatsko členem EU
Po složitých vyjednáváních, kterými Chorvatsko úspěšně prošlo, následovala ratifikace přístupové smlouvy ve stávajících členských státech. Tento proces byl ukončen během roku 2012.
V České republice se přístupovou smlouvou zabýval nejprve Senát, který smlouvu 25. dubna 2012 jednohlasně schválil (přítomno 59 senátorů).Následně se smlouvu zabývala Poslanecká sněmovna, zde byla smlouva schválena dne 8. června 2012, když pro přijetí hlasovalo 151 ze 164 přítomných poslanců. Ratifikační proces pak ukončil prezident republiky, který smlouvu podepsal 27. června 2012.
14. dubna 2013 se v Chorvatsku uskutečnily první volby do Evropského parlamentu, kde zemi reprezentuje 12 zástupců.
1. července 2013 Chorvatsko vstoupilo do Evropské unie. Toto datum stanovila Evropská komise dne 10. června 2011. Oficiální oslavy vstupu Chorvatska do EU se konaly dne 30. června 2013 na Náměstí bána Jelačiće v Záhřebu za přítomnosti José Manuela Barrosa a dalších představitelů Evropské unie.